# Cosmarium marginatatum
Cosmarium marginatatum là một loài Song tinh tảo trong họ Desmidiaceae, thuộc chi Cosmarium.